# Wijken en buurten in Oude IJsselstreek
De Nederlandse gemeente Oude IJsselstreek is voor statistische doeleinden onderverdeeld in wijken en buurten. De gemeente is verdeeld in de volgende statistische wijken:
- Wijk 00 Ulft-Etten (CBS-wijkcode:150900)
- Wijk 01 Overig Gendringen (CBS-wijkcode:150901)
- Wijk 02 Silvolde-Terborg (CBS-wijkcode:150902)
- Wijk 03 Varsseveld (CBS-wijkcode:150903)

Een statistische wijk kan bestaan uit meerdere buurten. Onderstaande tabel geeft de buurtindeling met kentallen volgens het Centraal Bureau voor de Statistiek (2008):
| CBS-buurtcode | Buurtnaam                           | Inwonertal | Opp. totaal (ha) | Opp. land (ha) | Ligging                |
| ------------- | ----------------------------------- | ---------- | ---------------- | -------------- | ---------------------- |
| BU15090000    | Ulft-Centrum en Ulft-Oost           | 2910       | 108              | 105            | Locatie in de gemeente |
| BU15090001    | Ulft-West                           | 5980       | 122              | 122            | Locatie in de gemeente |
| BU15090002    | Ulft-Noord                          | 1540       | 69               | 66             | Locatie in de gemeente |
| BU15090003    | Etten                               | 1450       | 58               | 58             | Locatie in de gemeente |
| BU15090004    | Varsselder en Veldhunten            | 700        | 82               | 82             | Locatie in de gemeente |
| BU15090007    | Verspreide huizen Varsselder        | 380        | 427              | 420            | Locatie in de gemeente |
| BU15090008    | Verspreide huizen Etten             | 460        | 1039             | 1024           | Locatie in de gemeente |
| BU15090009    | Verspreide huizen Ulft              | 300        | 219              | 217            | Locatie in de gemeente |
| BU15090100    | Gendringen                          | 3900       | 132              | 132            | Locatie in de gemeente |
| BU15090101    | Megchelen                           | 630        | 34               | 34             | Locatie in de gemeente |
| BU15090102    | Netterden                           | 390        | 65               | 65             | Locatie in de gemeente |
| BU15090103    | Milt en Wieken                      | 60         | 47               | 47             | Locatie in de gemeente |
| BU15090104    | Breedenbroek                        | 440        | 20               | 20             | Locatie in de gemeente |
| BU15090105    | Verspreide huizen Megchelen         | 370        | 680              | 678            | Locatie in de gemeente |
| BU15090106    | Verspreide huizen Gendringen        | 260        | 568              | 568            | Locatie in de gemeente |
| BU15090107    | Verspreide huizen Netterden         | 170        | 850              | 804            | Locatie in de gemeente |
| BU15090108    | Verspreide huizen Voorst            | 290        | 775              | 762            | Locatie in de gemeente |
| BU15090109    | Verspreide huizen Breedenbroek      | 520        | 1218             | 1207           | Locatie in de gemeente |
| BU15090200    | Terborg                             | 4230       | 155              | 152            | Locatie in de gemeente |
| BU15090201    | Terborg-Oost                        | 200        | 70               | 70             | Locatie in de gemeente |
| BU15090202    | Silvolde                            | 4840       | 155              | 155            | Locatie in de gemeente |
| BU15090203    | Nieuwdorp Bontebrug                 | 170        | 16               | 16             | Locatie in de gemeente |
| BU15090207    | Verspreide huizen Terborg en Heuven | 190        | 556              | 545            | Locatie in de gemeente |
| BU15090208    | Verspreide huizen Silvolde          | 510        | 1043             | 1042           | Locatie in de gemeente |
| BU15090300    | Varsseveld                          | 5360       | 256              | 256            | Locatie in de gemeente |
| BU15090301    | Westendorp                          | 380        | 23               | 23             | Locatie in de gemeente |
| BU15090302    | Sinderen                            | 160        | 10               | 10             | Locatie in de gemeente |
| BU15090303    | Heelweg                             | 130        | 10               | 10             | Locatie in de gemeente |
| BU15090306    | Verspreide huizen Westendorp        | 490        | 824              | 823            | Locatie in de gemeente |
| BU15090307    | Verspreide huizen Heelweg           | 1020       | 1494             | 1476           | Locatie in de gemeente |
| BU15090308    | Verspreide huizen Varsseveld        | 680        | 918              | 914            | Locatie in de gemeente |
| BU15090309    | Verspreide huizen Sinderen          | 800        | 1744             | 1744           | Locatie in de gemeente |